# 許斐亮太郎
許斐 亮太郎（このみ りょうたろう、1974年〈昭和49年〉2月7日 - ）は、日本の政治家。国民民主党所属の衆議院議員（1期）。

## 来歴
福岡県福岡市出身。福岡市立香椎第3中学校、福岡県立福岡高等学校、東北大学農学部を経て東北大学大学院農学研究科を修了し、1999年、NHKに入社。報道カメラマンとして25年間勤めた。
2024年10月27日の第50回衆議院議員総選挙に、福岡4区から国民民主党公認で出馬。5選目を目指す自由民主党公認で出馬した前職の宮内秀樹に小選挙区で敗れるも、重複立候補していた比例九州ブロックから復活当選した。

## 選挙歴
| 当落 | 選挙                   | 執行日         | 年齢 | 選挙区      | 政党       | 得票数   | 得票率 | 定数 | 得票順位 /候補者数 | 政党内比例順位 /政党当選者数 |
| ---- | ---------------------- | -------------- | ---- | ----------- | ---------- | -------- | ------ | ---- | ------------------ | ---------------------------- |
| 比当 | 第50回衆議院議員総選挙 | 2024年10月27日 | 50   | 福岡県第4区 | 国民民主党 | 4万753票 | 19.95% | 1    | 2/6                | 2/2                          |